# Carmina Virgili i Rodón
Carmina Virgili i Rodón (Barcelona, 19 de juny de 1927 - 21 de novembre de 2014) fou una geòloga, professora i política catalana que va lluitar per la incorporació de les dones en els àmbits científics.

## Biografia
El seu pare, Guillem Virgili, fou interventor de la Generalitat de Catalunya, responsable de les qüestions econòmiques de les Transferències de l'Estat central. La seva mare, Carme Rodón, farmacèutica, fou professora a l'Escola Superior d'Agricultura. El 1939 tots dos van ser apartats dels seus llocs de treball.
Carmina Virgili va fer tots els seus estudis primaris i secundaris a Barcelona. El 1949 es llicencià en Ciències Naturals per la Universitat de Barcelona i el 1959 es doctorà en Geologia a la mateixa universitat amb premi extraordinari. Tot just llicenciada va començar a treballar com a ajudant de pràctiques i més tard, el 1958, ja va passar a ser professora adjunta a la càtedra del doctor Lluís Solé i Sabarís. El 1963 va ser nomenada catedràtica d'Estratigrafia i Geologia Històrica de la Universitat d'Oviedo, on va estar fins a 1968, quan va anar com a catedràtica a la Facultat de Ciències Geològiques de l'aleshores anomenada Universidad de Madrid, la que ara és la Universitat Complutense de Madrid, on fou també directora del Departament de Geologia Econòmica del CSIC (1968-1981).
Va ser membre fundadora del Grupo Español de Sedimentología i del Grup de Mesozoic. Al llarg de la seva vida acadèmica va ocupar llocs de diversa responsabilitat, tant aquí com a França, des d'on potencià els intercanvis científics entre França i Espanya:
- Professeur Associé de la Universitat Louis Pasteur d'Estrasburg, a França (1972-1973).
- Professora associada a la Universitat d'Estrasburg (1974).
- Degana de la Facultad de Geologia de Madrid (1977-1980).
- Directora del Collège d'Espagne a la Cité International Universitaire de París (1987-1996)

Virgili va ser la tercera dona catedràtica d'universitat a Espanya, i va ser la primera i única durant molt de temps a l'àrea de Geologia. Va estar sempre molt activa per promoure la incorporació de les dones en els àmbits científics i va formar part de l'Associació de Dones Investigadores i Tecnòlogues des del seu inici el 2001.
Del 1982 al 1985 va ser secretaria d'Estat d'Universitats i Investigació del primer govern presidit per Felipe González, i va nomenar cap del seu gabinet Alfredo Pérez Rubalcaba.
Va sortir elegida a les eleccions generals espanyoles de 1996 com a senadora del PSC per la província de Barcelona i ho va ser tota la legislatura, fins al 2000. Va ser vicepresidenta primera de la Comissió Mixta d'Investigació Científica i Desenvolupament Tecnològic i vicepresidenta segona de la Comissió Especial d'estudi sobre l'eutanàsia.
Va morir el 21 de novembre a Barcelona i va deixar el seu cos a la Facultat de Medicina de la Universitat de Barcelona.

## Premis i honors
- 2015 (pòstuma) Medalla de l'Associació Catalana d'Universitats Públiques (ACUP)[8]
- 2009 Medalla d'Or de la Universitat de Barcelona[9]
- 2008 Medalla al Treball President Macià[10]
- 2008 Doctora Honoris Causa per la Universitat de Girona
- 2006 Acadèmica numerària de la Reial Acadèmia de Ciències. Secció de Geologia
- 2005 Miembro de Honor del Ilustre Colegio Oficial de Geólogos
- 1995 Creu de Sant Jordi
- 1993 Grau d'Officier de l'Ordre National de la Legion d'Honneur. França[8]
- 1990 Grau d'Officier de l'Ordre des Palmes Académiques. França[8]
- 1986 Medalla Narcís Monturiol
- 1985 Gran Creu de l'Orde Civil d'Alfons X el Savi
- 1982 a 1996 Membre de la Comissió Espanyola de Cooperació amb la UNESCO.
- 1957 Premi “Leonardo Torres Quevedo” del C.S.I.C.

## Obres
Va publicar llibres i més d'un centenar d'articles sobretot en l'àmbit de l'estratigrafia i paleogeografia de Triàsic i Permià de Catalunya, Espanya i Europa occidental, alguns dels quals són aquests:
- El Tríasico de los Catalànides (1958)[12]
- El Jurásico de Asturias (Norte de España) (1971)[13]
- Le Permien en Espagne. Article de The Continental Permian in Central, West and South Europe (1976)[14]
- Problemas de la cronoestratigrafía del Trías en España (1977)[15]
- Cartografía del Triásico y Pérmico del Borde Oriental del Sistema Central y Rama Castellana de la Cordillera Ibérica (1980)[16]
- El relleno posthercínico y la sedimentación mesozoica (1983)[17]
- El Triásico (1985)[18]
- The Permian-Triassic transition: Historical review of the most important ecological crises with special emphasis on the Iberian Peninsula and Western-Central Europe (2008).[19]

I també:
- La Geologia: dels mites a la Ciència (2004) sobre Charles Lyell.